# Weißbach bei Lofer
Weißbach bei Lofer é um município da Áustria, situado no distrito de Zell am See, no estado de Salzburgo. Tem 69,57 km² de área e sua população em 2019 foi estimada em 412 habitantes.